# Antonia Magdalena Arté
Antonia Magdalena Arté (Doña Tontón; * 17. Juli 1914 in Santiago de los Caballeros; † 4. Juli 2000 in Mao) war eine dominikanische Musikerin und Musikpädagogin.
Die Tochter von Rafael Emilio Arté und Enkelin von Rafael Ildefonso Arté war vor allem als Pianistin bekannt, spielte aber auch Bandoneon und Geige und unterrichtete darüber hinaus Saxophon, Gitarre, Flöte, Bass, Trompete, Posaune und andere Instrumente. Sie trat früh in die städtische Kapelle von Mao ein, die sie zehn Jahre lang leitete, und war Organistin der Parochialkirche von Mao. In den 1940er Jahren gehörte sie zur Gruppe der Musiker um Radhamés Reyes Alfau, Otoniel Acevedo, Guarionex Aquino, Rafael Rodríguez Colón, Daniel Colón und Guaroculla Fondéur. Ab 1948 leitete sie zehn Jahre lang die städtische Kapelle von Esperanza.
Sie unterrichtete im Salón de Estudios Mozart in Caracas und trat als Pianistin in verschiedenen Städten Venezuelas auf. Ihre musikalischen Partner waren u. a. der Flötist Pedro Echevarría Lazala, der Geiger Gabriel del Orbe und der Pianist Julio Alberto Hernández. Für ihre Arbeit wurde sie vielfach geehrt, u. a. als Ehrenbürgerin von Mao und Esperanza (1975 bzw. 1999), mit einem Preis der AMUCABA (Asociación de músicos, cantantes, bailarines y locutores, 1975) und mit einem Preis bei den Los Premios La Cotorra (1986).

## Quelle
- Mao en la Corazón – ANTONIA MAGDALENA ARTÉ (Doña Tontón)

| Personendaten    | Personendaten                               |
| ---------------- | ------------------------------------------- |
| NAME             | Arté, Antonia Magdalena                     |
| ALTERNATIVNAMEN  | Doña Tontón                                 |
| KURZBESCHREIBUNG | dominikanische Musikerin und Musikpädagogin |
| GEBURTSDATUM     | 17. Juli 1914                               |
| GEBURTSORT       | Santiago de los Caballeros                  |
| STERBEDATUM      | 4. Juli 2000                                |
| STERBEORT        | Mao                                         |